# Plaça de Ruperto Chapí
La plaça de Ruperto Chapí és una cèntrica plaça de la ciutat d'Alacant (País Valencià).
És una plaça enjardinada que es troba al llarg de la façana lateral del Teatre Principal d'Alacant. Està dedicada al compositor nascut a Villena Ruperto Chapí, amb un monument tallat en pedra calcària el 1930 per l'escultor Vicente Bañuls.